# World Team Challenge 2022
Die 21. World Team Challenge 2022 (offiziell: bett1.de Biathlon World Team Challenge 2022) war ein Biathlonwettbewerb, der am 28. Dezember 2022 stattfand. Nachdem die vorigen beiden Austragungen coronabedingt in der Chiemgau-Arena von Ruhpolding abgehalten wurden, wurde die Veranstaltung 2022 wieder in der Veltins-Arena in Gelsenkirchen ausgetragen.

## Ablauf
Der Wettkampf bestand aus einer Kombination von Massenstart- und Verfolgungsrennen. Zudem fanden vor den Seniorenrennen erneut eine Talent Team Challenge für Nachwuchsathleten und ein Shoot-Out statt.

## Änderungen
Etwa eine Woche vor Start der Wettkämpfe wurde mitgeteilt, dass Dmytro Pidrutschnyj und Lukas Hofer verletzungsbedingt nicht an den Rennen teilnehmen können. Ersetzt wurden sie durch Anton Dudtschenko und Tommaso Giacomel.

## Ergebnisse
Es starteten insgesamt 10 Teams aus 9 Nationen, Deutschland war traditionell mit zwei Staffeln vertreten.
Aufgrund lang anhaltender Regenfälle lagen im äußeren Bereich schwierige Streckenverhältnisse vor, weshalb es zu den längsten Rennzeiten seit der Ausgabe aus dem Jahr 2015 gekommen ist.

### Massenstart
| Platz | Name                                                    | Land        | Zeit in min (+Strafrunden) |
| ----- | ------------------------------------------------------- | ----------- | -------------------------- |
| 1     | Ingrid Landmark Tandrevold / Vetle Sjåstad Christiansen | Norwegen    | 33:46,7 (+3)               |
| 2     | Julia Simon / Fabien Claude                             | Frankreich  | +25,4 (+5)                 |
| 3     | Markéta Davidová / Michal Krčmář                        | Tschechien  | +25,9 (+4)                 |
| 4     | Lisa Hauser / Felix Leitner                             | Österreich  | +49,4 (+6)                 |
| 5     | Vanessa Voigt / Philipp Nawrath                         | Deutschland | +58,5 (+6)                 |
| 6     | Lena Häcki-Groß / Joscha Burkhalter                     | Schweiz     | +1:10,8 (+6)               |
| 7     | Denise Herrmann-Wick / Benedikt Doll                    | Deutschland | +1:19,9 (+9)               |
| 8     | Mari Eder / Tero Seppälä                                | Finnland    | +1:40,8 (+9)               |
| 9     | Julija Dschyma / Anton Dudtschenko                      | Ukraine     | +1:42,3 (+7)               |
| 10    | Dorothea Wierer / Tommaso Giacomel                      | Italien     | +1:42,6 (+11)              |

### Verfolgung
| Platz | Name                                                    | Land        | Zeit in min (+Strafrunden) |
| ----- | ------------------------------------------------------- | ----------- | -------------------------- |
| 1     | Julia Simon / Fabien Claude                             | Frankreich  | 33:41,6 (+2)               |
| 2     | Ingrid Landmark Tandrevold / Vetle Sjåstad Christiansen | Norwegen    | +33,8 (+6)                 |
| 3     | Lisa Hauser / Felix Leitner                             | Österreich  | +45,4 (+5)                 |
| 4     | Denise Herrmann-Wick / Benedikt Doll                    | Deutschland | +58,2 (+5)                 |
| 5     | Vanessa Voigt / Philipp Nawrath                         | Deutschland | +1:03,5 (+4)               |
| 6     | Lena Häcki-Groß / Joscha Burkhalter                     | Schweiz     | +1:12,9 (+3)               |
| 7     | Markéta Davidová / Michal Krčmář                        | Tschechien  | +1:58,0 (+10)              |
| 8     | Julija Dschyma / Anton Dudtschenko                      | Ukraine     | +2:11,8 (+3)               |
| 9     | Dorothea Wierer / Tommaso Giacomel                      | Italien     | +2:22,8 (+6)               |
| 10    | Mari Eder / Tero Seppälä                                | Finnland    | +2:51,5 (+9)               |

### Talent Team Challenge
| Platz | Staffel                                       |
| ----- | --------------------------------------------- |
| 1     | NorwegenMaren Bakken Martin Uldal             |
| 2     | TschechienTereza Voborníková Jonáš Mareček    |
| 3     | UkraineOleksandra Merkuschyna Witalij Mandsyn |